# Grainet
Grainet ist eine Gemeinde und ein Pfarrdorf im niederbayerischen Landkreis Freyung-Grafenau. Der Ort ist ein staatlich anerkannter Erholungsort.

## Geografie

### Geografische Lage

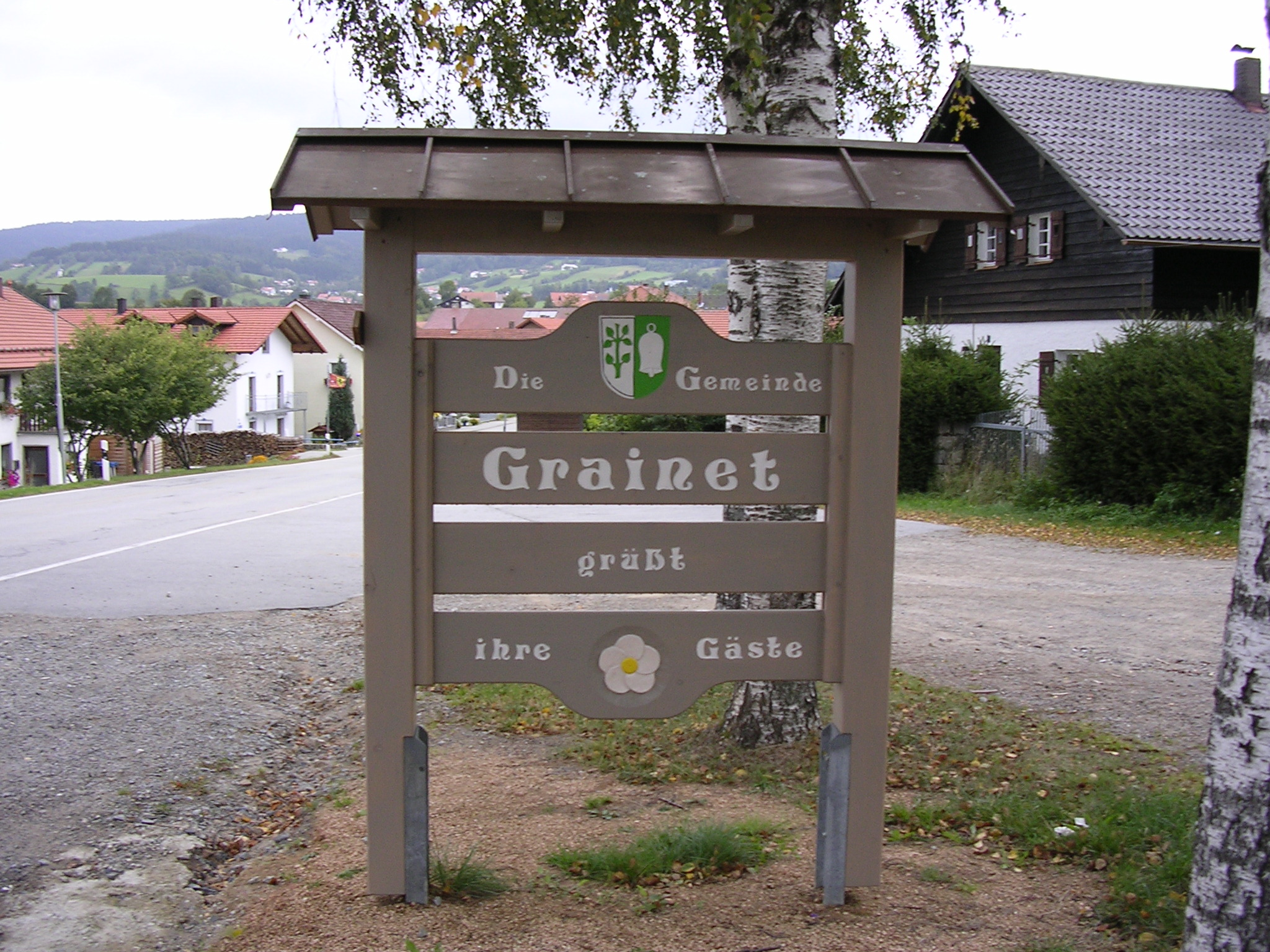
Grußschild am Ortseingang von Fürholz

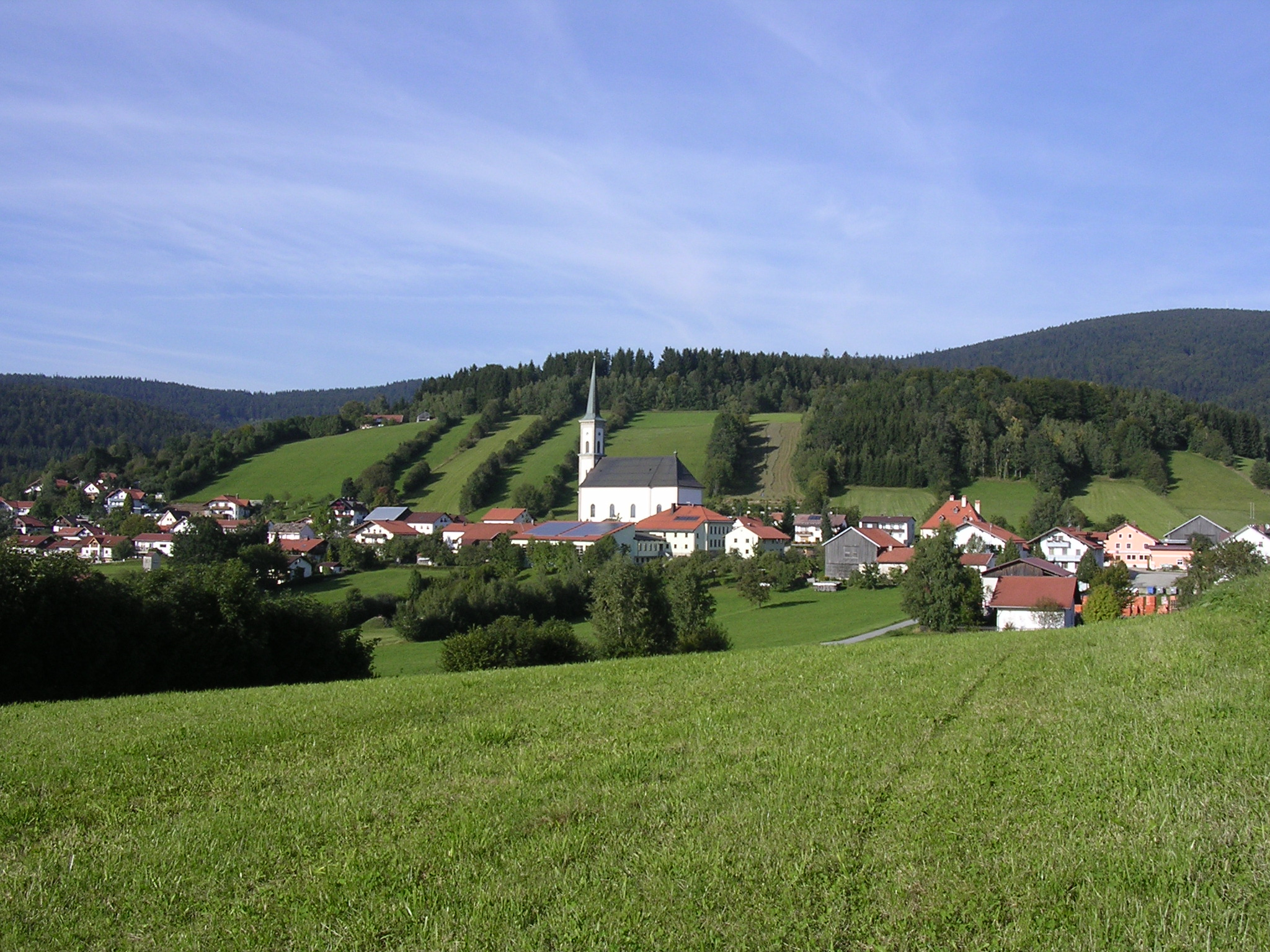
Ortsansicht

Die Gemeinde liegt in der Region Donau-Wald im südöstlichen Bayerischen Wald. Der Hauptort befindet sich in einem sonnigen Talkessel am Fuß des 1170 Meter hohen Haidel rund acht Kilometer östlich von Freyung, neun Kilometer nördlich von Waldkirchen sowie jeweils 20 Kilometer von den Grenzen zu Tschechien und Österreich entfernt.

### Gemeindegliederung
Es gibt zwölf Gemeindeteile (in Klammern ist der Siedlungstyp angegeben):
- Exenbach (Dorf)
- Fürholz (Dorf)
- Grainet (Pfarrdorf)
- Gschwendet (Dorf)
- Hobelsberg (Dorf)
- Kronwinkel (Weiler)
- Obergrainet (Dorf)
- Oberseilberg (Dorf)
- Ohmühle (Einöde)
- Rehberg (Dorf)
- Unterseilberg (Dorf)
- Vorderfreundorf (Dorf)

Es gibt fünf Gemarkungen:
- Böhmzwiesel
- Fürholz
- Grainet
- Rehberg
- Vorderfreundorf

### Nachbargemeinden
- Freyung
- Haidmühle
- Hinterschmiding
- Neureichenau
- Jandelsbrunn
- Waldkirchen

## Geschichte

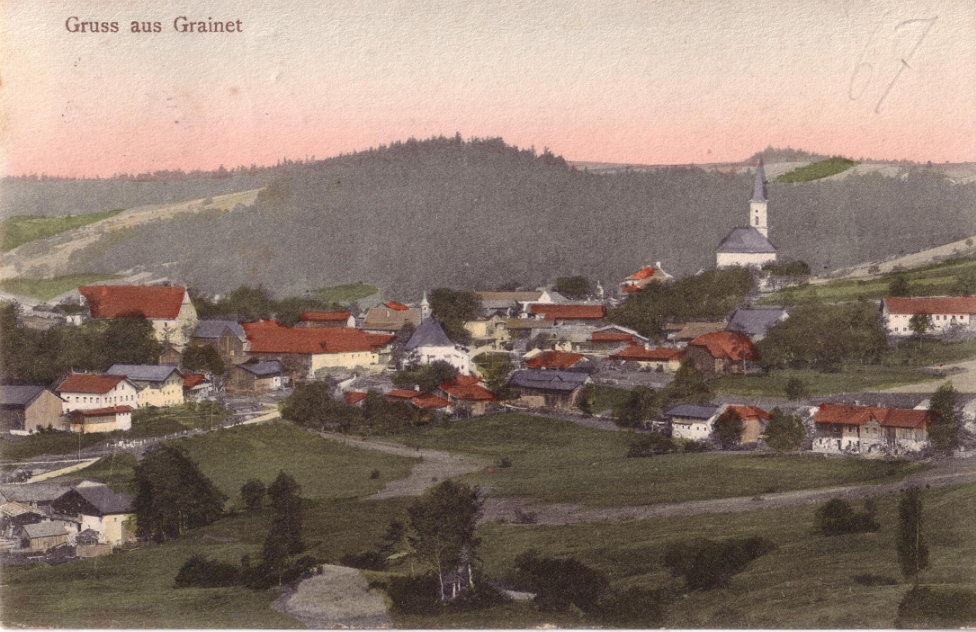
Ortsansicht um 1900

### Bis zum 19. Jahrhundert
Grainet entstand um 1400 als sogenanntes Säumerdorf (von mittelhochdeutsch Sam = Pferdetraglast) am Goldenen Steig, einem alten Handelsweg von Böhmen nach Bayern, der bereits 1010 erstmals urkundlich erwähnt wurde. Die Salztransporte von Passau ins böhmische Prachatitz waren im Spätmittelalter eine wichtige Erwerbsquelle für die armen Bayer- und Böhmerwäldler. Seit dem Dreißigjährigen Krieg kam der Handel mit dem „weißen Gold“ immer mehr zum Erliegen.
1803 wurde Grainet, dem Hochstift Passau zugehörig, zusammen mit dem größten Teil des hochstiftlichen Gebietes zugunsten Ferdinands von Toskana säkularisiert. Seit den Friedensverträgen von Brünn und Pressburg 1805 gehört der Ort zu Bayern.
Im Jahr 1897 wurde der Gemeindename Untergrainet amtlich in Grainet geändert.

### Eingemeindungen
Im Zuge der Gebietsreform in Bayern wurden am 1. Januar 1971 die Gemeinden Fürholz und Rehberg und am 1. April 1971 die Gemeinde Vorderfreundorf eingegliedert.

### Einwohnerentwicklung
Zwischen 1988 und 2018 wuchs die Gemeinde von 2132 auf 2432 um 300 Einwohner bzw. um 14,1 % - der höchste prozentuale Zuwachs im Landkreis im genannten Zeitraum.
- 1961: 1830 Einwohner
- 1970: 1856 Einwohner
- 1987: 2112 Einwohner
- 1991: 2226 Einwohner
- 1995: 2383 Einwohner
- 2000: 2441 Einwohner
- 2005: 2429 Einwohner
- 2010: 2430 Einwohner
- 2015: 2391 Einwohner

## Politik

### Gemeinderat
Der Gemeinderat besteht aus dem Ersten Bürgermeister und den Gemeinderatsmitgliedern.
Basierend auf der Kommunalwahl vom 15. März 2020 werden seit 1. Mai 2020 die Gemeinderatsmitglieder von den folgenden vier Gruppierungen gestellt:
- CSU: 6 Sitze
- SPD: 4 Sitze
- UWG Vfd. - FW: 2 Sitze
- Junge Wähler Union (JWU): 2 Sitze

### Bürgermeister
Berufsmäßiger Erster Bürgermeister ist Jürgen Schano (CSU).
Dieser ist seit 1. Mai 2020 Nachfolger von Kaspar Vogl (SPD), der bei der Kommunalwahl am 16. März 2014 gewählt wurde.

### Finanzen
Die Gemeindesteuereinnahmen beliefen sich im Jahr 2010  892.000 Euro; davon betrugen die Gewerbesteuereinnahmen (netto) 205.000 Euro.

### Wappen
| Wappen von Grainet | Blasonierung: „Gespalten von Silber und Grün; in verwechselten Farben vorne ein senkrecht gestellter beblätterter Stab, hinten eine Glocke.“ |
| Wappen von Grainet | Wappenbegründung: Der einem Ast ähnelnde grünende Stab bezieht sich auf den Ortsnamen, der von „grünen“ abgeleitet ist, und die Sage von der Entstehung der Siedlung: Ein verirrter Wanderer gelobte für den Fall seiner Rettung, eine Kapelle zu bauen. Nachdem er seinen Weg wiedergefunden hatte, markierte er den Bauplatz für das Kirchlein mit seinem Wanderstab, den er bei seiner Rückkehr in die Wildnis begrünt vorfand. Nach diesem grünenden Stab soll die spätere Ansiedlung benannt worden sein. Die Glocke, eine sogenannte Säumerglocke, erinnert an den regen Handelsverkehr durch Grainet. Dort pflegten die Salzfuhrleute eine Rast vor der Höhe von Leopoldsreut einzulegen. Das regelmäßige Geläut der Glocke sollte den Salzsäumern auf dem Goldenen Steig bei Nacht und Nebel den Weg weisen. Dieses Wappen wird seit 1959 geführt. |

Fürholz und Vorderfreundorf führten bis zu ihrer Eingemeindung eigene Wappen.

### Gemeindepartnerschaften
- Tschechien: Zwischen der Stadt Prachatice und Grainet wurde 1996 ein Partnerschaftsvertrag geschlossen.

## Kultur und Sehenswürdigkeiten

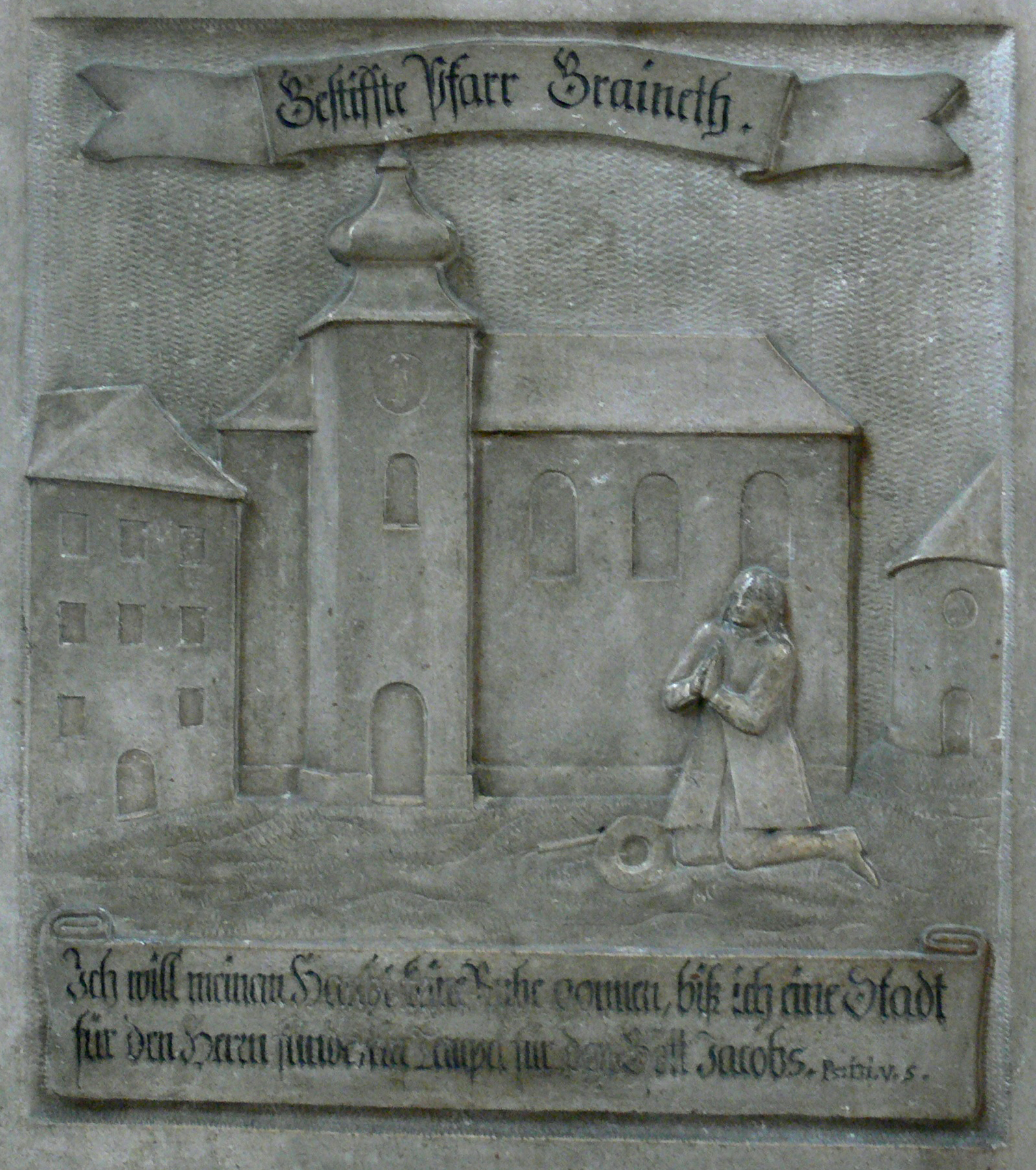
Stadtpfarrkirche St. Paul (Passau), Epitaph für Lukas Kern, Detail

### Pfarrei
Grainet gehörte bis 1750 zur Pfarrei Freyung. Vier- bis fünfmal im Jahr feierte ein Freyunger Geistlicher Gottesdienst in der alten um 1500 erbauten Nikolauskirche, die aber durch den Bevölkerungszuwachs in der Gemeinde viel zu klein war, zudem wollte man eine eigene Pfarrei. Man wandte sich an Fürstbischof Joseph Dominikus von Lamberg in Passau um eine eigene Pfarrei. Der Passauer Wirt und Schiffsmeister Lukas Kern (1681–1749), bereits als Stifter und Wohltäter bekannt, half den Grainetern und sie konnten mit einem Grundstock von 10.000 Gulden mit dem Bau einer neuen Kirche beginnen.
Mit Fürholz, Gschwendet, Hochstein, Hobelsberg, Mitterling, Ohmühle, Rehberg, Ober- und Unterseilberg und Vorderfreundorf, mit Auersbergsreut, Marchhäuser, Schnellnzipf (heute Pfarrei Bischofsreut), mit Haidhäuser, Haidmühle, Ludwigsreut, Theresienreut (heute Pfarrei Haidmühle) mit Duschlberg, Gschwendet, Leopoldsreut, Ostermühle, Schwendreut hatte der Pfarrer im Jahr 1867 über 3000 Katholiken seelsorgerisch zu betreuen. Ab 1794 standen ihm zwei Hilfspriester (Kooperatoren) zur Seite
Heute sind im Pfarrverband Grainet, Herzogsreut, Hinterschmiding fast 4000 Katholiken und Feriengäste zu betreuen.

### Pfarrkirche Heiligste Dreifaltigkeit

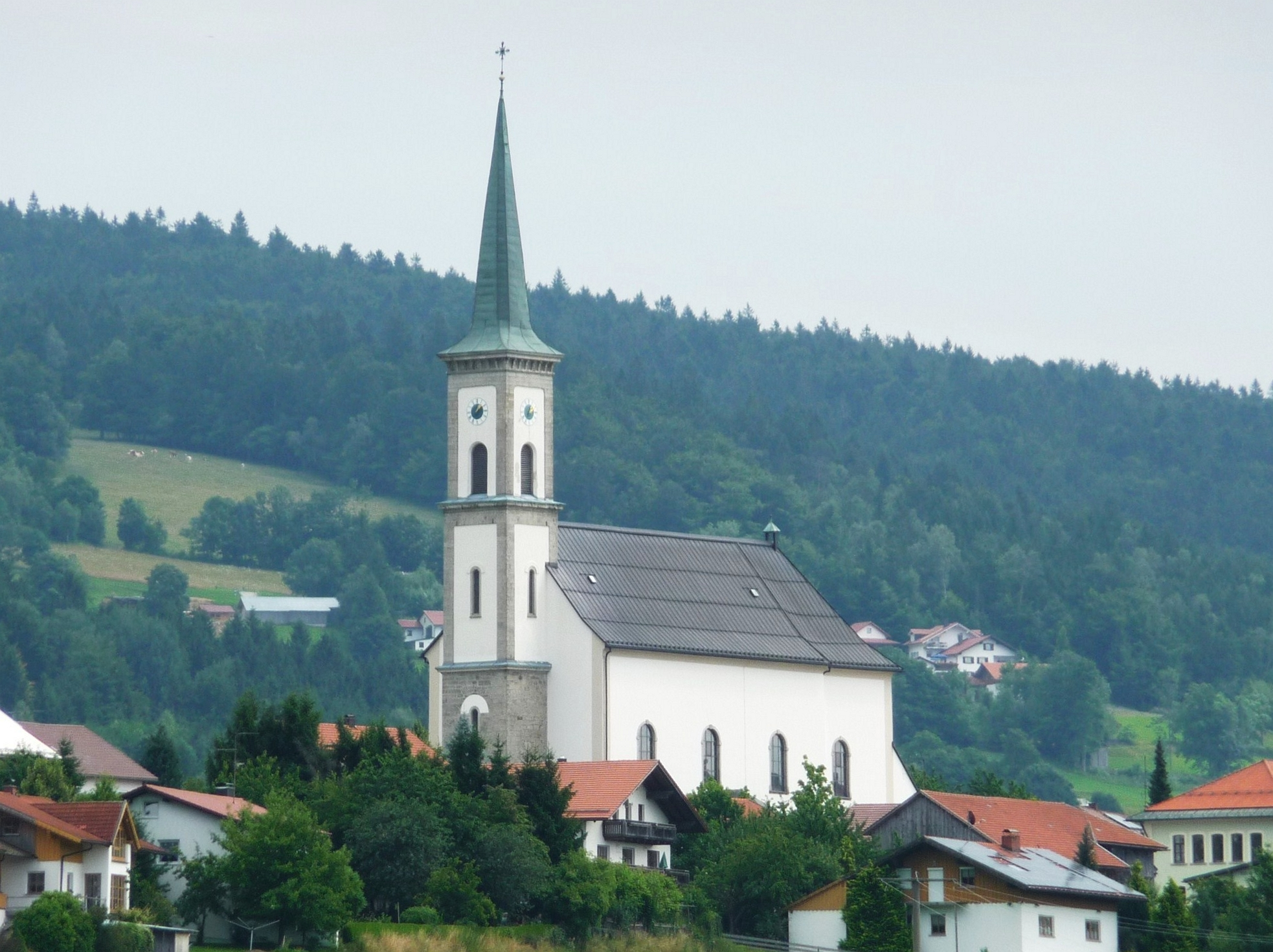
Die katholische Pfarrkirche Hl. Dreifaltigkeit aus Tittlinger Granit erbaut

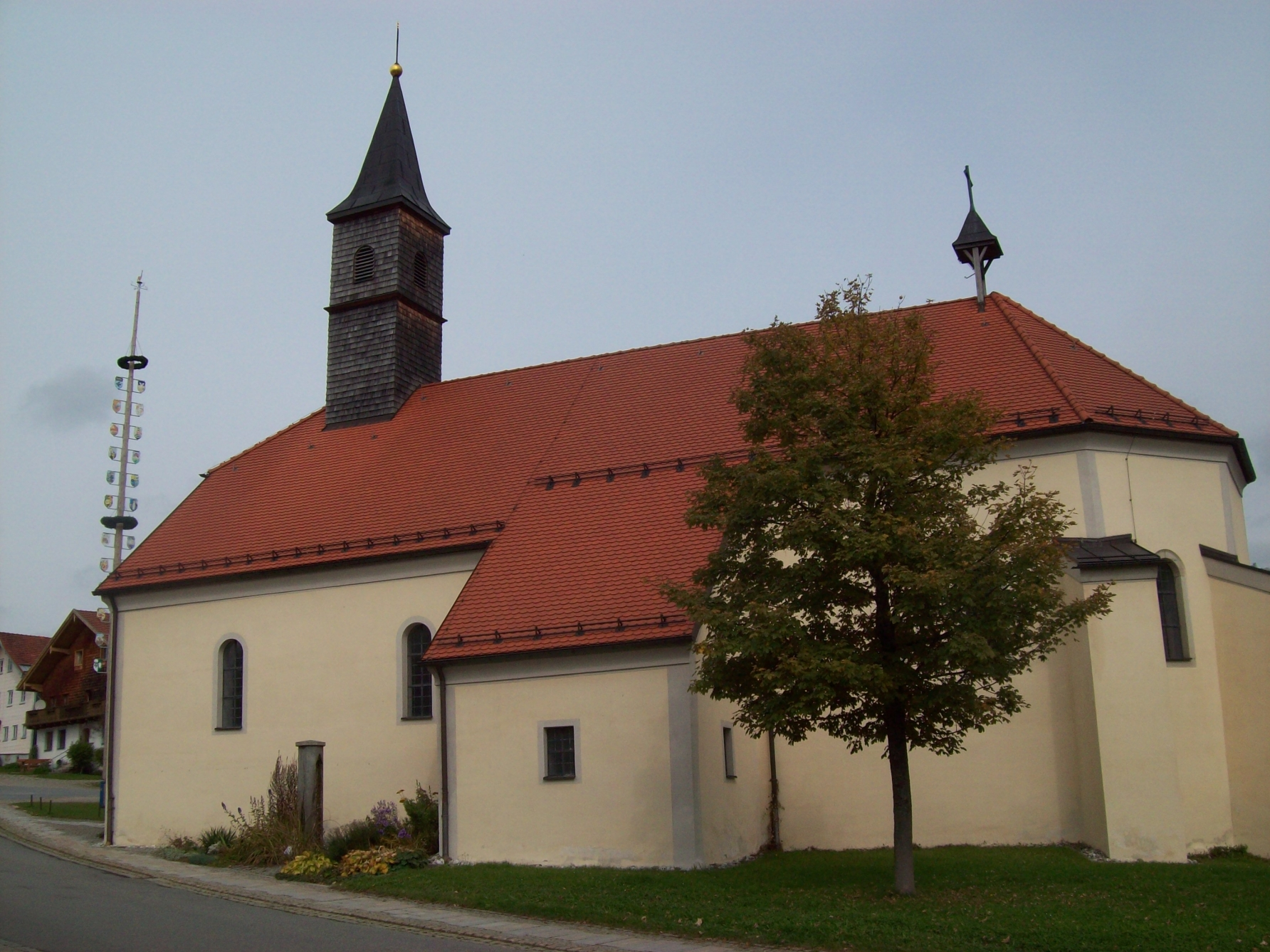
Nikolauskirche aus dem 15. Jahrhundert

Die Kirche wurde von 1747 bis 1756 nach Plänen des Passauer Baumeisters Severin Goldberger erbaut. Der Passauer Maler Johann Georg Unruhe (1724–1801) schuf den ursprünglichen Hochaltar mit dem Altarbild Maria Himmelfahrt, aufgenommen von der heiligen Dreifaltigkeit al fresco, das heißt, auf frischem Putz gemalt. Im Jahr 1823 erwarb man den Hochaltar der 1803 säkularisierten Franziskanerkirche in Passau. Der Holzaufbau mit gestuften Säulen, Pilastern und Akanthusschmuck, dem Passauer Bildhauer Matthias Högenwald (1681) zugeschrieben, reicht bis zum Gewölbe. Das Altarbild, gemalt 1686 von Franz Ignaz Bendl (Pendl), stellt die Krönung Mariens durch die heilige Dreifaltigkeit dar. Zu beiden Seiten stehen überlebensgroß St. Ludwig und St. Bonaventura. Im Aufzug darüber befindet sich ein Ovalbild der Jungfrau Maria, flankiert von zwei weiteren Franziskaner-Heiligen und zwei Engeln.
Die Seitenaltäre, auch ursprünglich mit Fresken, waren bei der letzten Renovierung 1999 wieder sichtbar und wurden inzwischen durch die 1826 von dem Hutthurmer Schreinermeister Mathias Schmidt gefertigten hölzernen Aufbauten wieder verstellt. Die verloren gegangenen Ölbilder der Namenspatrone des Stifterehepaares Lukas und Theresia Kern sind durch Motive der Passion Christi ersetzt. Die Altarblätter werden von zwei Säulen eingerahmt, im Aufzug sind zwei Motivbilder seitlich mit Putten geschmückt. Im Kirchenschiff verteilt stehen Holzplastiken aus dem 15. und 18. Jahrhundert. Über dem barocken Taufbecken befindet sich eine Fatimamadonna. Die Orgel steht auf einer Doppelempore über dem Haupteingang, ein gotischer Ölberg ist im Seiteneingang platziert. 1887/88 wurde der schlichte Dachreiter durch Turm von einem Meter Höhe ersetzt, der ein vierstimmiges Geläute trägt. Volksaltar und Ambo wurden 1975 in der Bildhauerwerkstätte von Leopold Hafner gestaltet.

### Nikolauskirche
Rund doppelt so alt wie die neue Pfarrkirche ist die um 1500 erbaute Nikolauskirche, allerdings wurde sie beim großen Dorfbrand am 8. September 1911, bei dem sechs Wohngebäude mit Nebengebäuden abbrannten, völlig zerstört. Ein Augenzeuge berichtete, der Dachreiter habe wie eine brennende Kerze ausgesehen. Dass der Hochaltar gerettet werden konnte, grenzt an ein Wunder.
Das Altarbild, der Kirchenpatron St. Nikolaus von Myra mit der heiligen Barbara und der heiligen Katharina, von zwei mit Weinlaub umkränzten gedrehten Säulen flankiert, stammt aus der Mitte des 17. Jahrhunderts. Eine Madonna mit Kind um 1450, der heilige Sebastian (frühes 16. Jahrhundert) und weitere Barockfiguren schmücken den Kirchenraum.

### Kohlstattbrunn
Auf dem Weg zwischen Hobelsberg und Gschwendet befindet sich im Wald der Wallfahrtsort Kohlstattbrunn. Einer Quelle an einem Platz, an dem die Fürholzer Schmiede ihre Kohlenmeiler betrieben, sagte man Heilkraft, besonders bei Augenleiden, nach. Die Wallfahrt nach Kohlstattbrunn ist eine sogenannte Bründlwallfahrt. Das Hauptfest wird alljährlich an Maria Himmelfahrt (15. August) gefeiert und gilt als die größte Wallfahrt im unteren Bayerischen Wald. In dem 1895 gebauten Steinkirchlein erzählt eine Votivtafel die Entstehungsgeschichte des Wallfahrtsortes. Dem  Lorenz Seidl, Häusler aus Frauenberg, begegnete der Leibhaftige; zum Dank für seine Errettung gelobte er die Errichtung der Kapelle.
Gegenüber steht die Schächerkapelle, in der um eine Kreuzigungsgruppe (1834) neben vielen Votivtafeln nach Gebetserhörungen hauptsächlich bei Viehseuchen und Viehkrankheiten auch hölzerne Gliedmaßen (Füße, Beine, Arme, Hände) und Krücken Zeugnis von der Volksfrömmigkeit des Waldvolkes ablegen.

### Weitere Kapellen
- 1950  St. Florian, Fürholz
- 1967 Unsere liebe Frau von Fatima, Vorderfreundorf
- Die Dorfkapelle in Oberseilberg, Maria unter den Linden, 1906 erbaut, wurde 1993 renoviert und modernisiert.
- Aus Natursteinen abgebrochener Häuser aus dem Ort wurde 1987/88 in Obergrainet anstelle der verfallenden Waldkapelle am alten Steig die Pater-Rupert Mayer-Kapelle erbaut und am 21. August 1988 geweiht. Der Altar wurde von Karl Friedberger gestaltet, das Kreuz und die Marienfigur wurden von Johann Gutsmiedl, beide aus Vorderfreundorf, geschnitzt. Die Holzbüste des Schutzpatrons fertigte der aus Freyung gebürtige Künstler Alfons Neubauer. Die Glasfenster, gestiftet von Obergraineter Bürgern, wurden von Alois Wudy aus Zwiesel bemalt. Vom Platz vor der Kapelle hat man einen weiten Blick in das Graineter Becken.
- Die neue Kapelle Zur schmerzhaften Muttergottes in Rehberg wurde 1964 errichtet. Die alte Dorfkapelle wurde an den östlichen Ortseingang von Rehberg umgesetzt. Ein  Waffen-Christi-Kreuz (Arma Christi) aus dem 18. Jahrhundert mit 35 Marterwerkzeugen und einige Rokokofiguren schmücken den Innenraum.
- Die Unterseilberger Dorfkapelle ist noch im Original erhalten. 1766 erbaut, ist sie ein Kleinod  ländlich-bäuerlicher Volkskunst des Spätbarock und ein in dieser Unversehrtheit äußerst seltenes Zeugnis barocker Volksfrömmigkeit. Erbauer und Maler sind unbekannt, die Kapelle gehört zum Glaserhof und befindet sich in Privatbesitz. Auf dem kleinen Barockaltar steht ein Christus an der Geißelsäule, darüber auf einer Wolke Gottvater, dazwischen der Heilige Geist in Gestalt einer Taube. Seitlich der Halbsäulen stehen die Heiligen Nikolaus und Erasmus. Sitzende und kniende leuchtertragende Engel ergänzen den Altaraufbau. Die vollkommen ausgemalte Kapelle  schildert in 23 Bildern die Heils- und Passionsgeschichte.
- In Ohmühle, zwischen Rehberg und Fürholz, steht eine Pestsäule von 1639 und die Grablkapelle, ein unscheinbarer Holzbau, über dessen Ursprung nichts bekannt ist.
- St. Sebastian in Kronwinkel wurde 1991 errichtet.
- Die Marienkapelle in Exenbach wurde 1993 neu gebaut.
- St. Koloman, die Wallfahrtskapelle Heiligbründl außerhalb von Exenbach, geht auf das Jahr 1656 zurück. Die kleine Holzkapelle, 1734 fast verfallen, wurde Mitte des 18. Jahrhunderts erneuert. Die Quelle neben der Kapelle entsprang einst neben dem Altar.[13]

## Wirtschaft und Infrastruktur

### Wirtschaft einschließlich Land- und Forstwirtschaft
Es gab 2020 nach der amtlichen Statistik im produzierenden Gewerbe 181 und im Bereich Handel und Verkehr 141 sozialversicherungspflichtig Beschäftigte am Arbeitsort. In sonstigen Wirtschaftsbereichen waren am Arbeitsort 50 Personen sozialversicherungspflichtig beschäftigt. Sozialversicherungspflichtig Beschäftigte am Wohnort gab es insgesamt 1036. Im verarbeitenden Gewerbe gab es zwei, im Bauhauptgewerbe acht Betriebe. Zudem bestanden im Jahr 2016 43 landwirtschaftliche Betriebe mit einer landwirtschaftlich genutzten Fläche von 1020 Hektar, davon waren 863 Hektar Dauergrünfläche und 157 Hektar Ackerland.

### Bildung
Es gibt folgende Einrichtungen (Stand: 1999):
- 75 Kindergartenplätze mit 69 Kindern
- eine Grundschule im Schulverband mit der Teilhauptschule Hinterschmiding

## Persönlichkeiten

### Ehrenbürger der Gemeinde
Mit der Verleihung der Ehrenbürgerschaft würdigt die Gemeinde Personen, die sich um die Kommune besonders verdient gemacht haben.
- Simon Forsthofer (* 1838,  † 23. November 1923 in Landau an der Isar), Pfarrer in Grainet von 1882 bis 1893, Gründer des Darlehenskassenvereins, Erbauer des Kirchturms (1887/88)
- Josef Herkner († 29. September 1986 in Grainet), Bischöflich-Geistlicher Rat, Pfarrer in Grainet von 1964 bis 1984, Verleihung 1984. In der Laudatio sagte Bürgermeister Josef Grabmaier: „Sie haben ein gute Saat gesät, die reife Früchte hervorbrachte“, worauf Herkner antwortete: „Ich habe nur meine Pflicht getan“. Seine letzte Ruhestätte fand er in einem Ehrengrab im Friedhof in Grainet.
- Josef Rief (* 15. März 1926, † 5. September 2002)

### Söhne und Töchter der Gemeinde
- Franz Gutsmiedl (1901–1944?), Politiker (NSDAP) und SA-Führer